# St. Vincent (musicista)
St. Vincent, pseudonimo di Anne Erin Clark, detta Annie (Tulsa, 28 settembre 1982), è una cantautrice, compositrice e polistrumentista statunitense.
Ha iniziato la sua carriera musicale come membro della The Polyphonic Spree. Ha successivamente fatto parte della band di Sufjan Stevens, prima di iniziare la propria carriera da solista nel 2006.
Il suo album di esordio, Marry Me (2007), molto apprezzato dai critici, è stato seguito da Actor (2009), il quale ha ottenuto anche un buon successo commerciale. Dopo Strange Mercy, nel 2012 ha pubblicato un album collaborativo con David Byrne dal titolo Love This Giant. Il progetto che l'ha consacrata è stato comunque l'omonimo album St. Vincent (2014), grazie al quale si aggiudica il Grammy Award al miglior album di musica alternativa nel 2015. A esso ha fatto seguito Masseduction (2017), il cui singolo omonimo viene premiato nella categoria di miglior canzone rock ai Grammy Awards 2019.
St. Vincent ha aperto i concerti per moltissimi artisti, tra i quali Television, Arcade Fire, Andrew Bird, Jolie Holland, John Vanderslice, Xiu Xiu, Death Cab for Cutie e Grizzly Bear. Ha lavorato con Bon Iver per la canzone Roslyn, apparsa nella colonna sonora di The Twilight Saga: New Moon, e con Kid Cudi per la canzone Maniac.

## Biografia
Anne Erin Clark, vero nome dell'artista, è nata a Tulsa, nello stato di Oklahoma. Ha iniziato a suonare la chitarra all'età di 12 anni. Un signore chiamato Tony Hyatt le ha venduto la sua prima chitarra: Annie si è spesso riferita a lui come un «guitar hero». Durante l'adolescenza, ha lavorato come tour manager nella band degli zii Tuck & Patti. È cresciuta a Dallas, in Texas, e ha frequentato la Lake Highlands High School, diplomandosi nel 2001.
In seguito ha frequentato lo Berklee College of Music, ma ha abbandonato gli studi appena tre anni più tardi. A tal proposito Annie ha in seguito dichiarato: «Credo che in una scuola di musica, così come in una scuola d'arte, o comunque una scuola di un qualsiasi genere, debba esserci un qualche sistema per assegnare voti o conferire giudizi. Le cose che possono insegnarti lì sono quantificabili. Penso che tutto questo sia un bene e che abbia un perché, ma a un certo punto devi imparare tutto ciò che puoi, per poi dimenticarlo se vuoi davvero iniziare a fare musica.» Nel 2003, durante gli anni spesi alla Berklee, ha pubblicato un EP per i suoi compagni di corso intitolato Ratsliveonnoevilstar, dal titolo palindromo. Poco dopo avere lasciato Berklee è ritornata a casa in Texas, dove è entrata nel gruppo The Polyphonic Spree appena prima che questi cominciassero un tour in Europa. Nel 2004 ha preso parte alla performance Glenn Branca's 100 guitar orchestra in onore del gruppo musicale dei Queen. Lasciato il gruppo The Polyphonic Spree, nel 2006 ha iniziato a collaborare dal vivo con Sufjan Stevens.

### St. Vincent eMarry Me(2007)
Nel 2006 Clark ha iniziato a registrare un album in studio sotto lo pseudonimo St. Vincent. La scelta di questo pseudonimo è un riferimento al Saint Vincent's Catholic Medical Center, dove il poeta gallese Dylan Thomas morì nel 1953. “È un luogo dove la poesia viene a morire”, ha in seguito dichiarato Annie. In un'intervista al The Colbert Report, Annie ha affermato di avere preso il nome St. Vincent da un verso della canzone There She Goes My Beautiful World di Nick Cave (dall'album Abattoir Blues/The Lyre of Orpheus), in cui si fa riferimento sempre al poeta gallese.
L'album di esordio, Marry Me, pubblicato il 10 luglio 2007 per la Beggars Banquet Records, prende il nome da una battuta dello show televisivo Arrested Development - Ti presento i miei,. Alla realizzazione dell'album hanno collaborato il batterista Brian Teasley (Man or Astro-man?), il tastierista di David Bowie Mike Garson e il musicista Louis Schwadron.
L'album ha avuto ottime recensioni dai critici, i quali hanno spesso avvicinato Clark ai nomi di Kate Bush e David Bowie. Clark è stata particolarmente apprezzata per gli arrangiamenti, oltre che per i temi e lo stile delle canzoni; nella recensione di The AV Club, per esempio, si evidenziava come ci fosse nell'album «un punto in cui la troppa felicità si trasforma in follia». Nella recensione di Pitchfork (voto 8/10) si legge che «a ogni nota Marry Me riesce a ingarbugliare strutture già ingarbugliate con strumenti inusuali, il tutto risultando comunque perfettamente naturale e, soprattutto, facile all'ascolto nel momento in cui sovrappone la sua visione sui generis a una vita vibrante».
Le canzoni che appaiono in Marry Me sono state in gran parte scritte quando Clark aveva tra i 18 e i 19 anni e, stando a quanto lei ha dichiarato, "rappresentano una versione più idealizzata di ciò che erano la vita, l'amore e tutto quanto negli occhi di qualcuno che in realtà ancora non aveva conosciuto nulla". Dall'album sono stati tratti un singolo (Paris Is Burning) e un videoclip (Jesus Saves, I Spend).
Nel 2008, grazie a Marry Me, Annie Clark è stata nominata per tre PLUG Independent Music Awards, nelle categorie "Nuovo Artista dell'anno", "Artista femminile dell'anno" e "Video musicale dell'anno". Il 6 marzo 2008 ha vinto il premio PLUG come "Artista femminile dell'anno".

### Actor(2009) e il successo

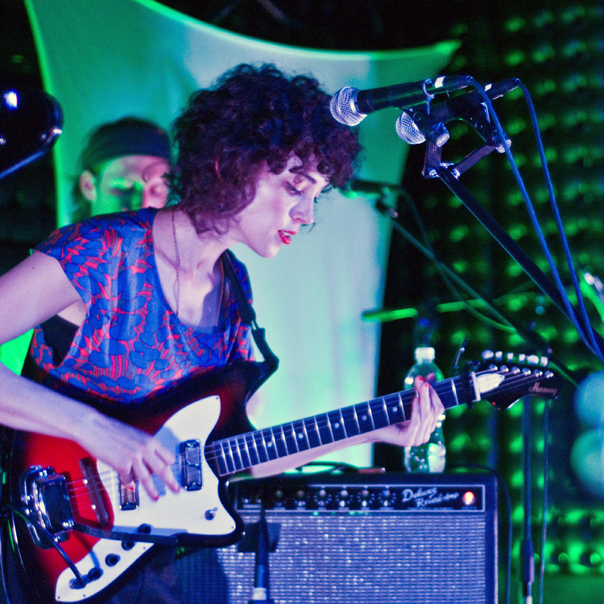
St. Vincent in concerto a San Diego nel 2009

Nel 2008, dopo essere tornata a New York dopo un lungo tour, Clark ha cominciato a lavorare sul suo secondo album. Più volte ha riportato di essere stata ispirata da molti film, tra i quali diversi cartoni della Disney: "La verità è che ero tornata a casa dopo circa un anno o un anno e mezzo di tour; il mio cervello era come una sorta di quadro elettrico i cui circuiti erano tutti un po' fusi. Ho cominciato a guardare ogni genere di film come cura che mi riportasse a essere un essere umano. E così tutto questo ha cominciato a illuminare tutto l'album."
Clark, che all'epoca non aveva uno studio di registrazione, cominciò a scrivere l'album nel suo appartamento, usando soltanto un computer con GarageBand e MIDI, perché aveva avuto lamentele dai vicini di casa per via del rumore. Le canzoni vennero largamente ispirate da film per bambini; Clark ha affermato di avere immaginato una colonna sonora per alcune scene di Biancaneve e de Il mago di Oz mentre componeva la musica e i testi.
Il secondo album, intitolato Actor, è stato pubblicato il 5 maggio 2009 per l'etichetta 4AD. L'album ha avuto buone recensioni e ha avuto più attenzione commerciale rispetto al primo lavoro. Spin ha valutato l'album con 8 stelle su 10, sottolineando "l'equilibrio tra crudeltà e gentilezza [...] e gli arrangiamenti barocchi ancora più complessi e una voce ancora più dolce a sottolineare entrambe le correnti oscure che scorrono attraverso le canzoni". Entertainment Weekly disse che l'album "gioca con i contrasti, con Clark che lascia indugiare la sua voce "da chiesa" su testi che alludono oscuramente a temi di violenza, sesso e caos generale"; la stessa rivista ha anche etichettato l'album come "un potente cocktail di suoni ed emozioni".
Considerato che si tratta di un album indipendente, Actor ha avuto delle ottime vendite, raggiungendo la nona posizione sulla classifica degli album indipendenti curata da Billboard e la quinta posizione nella classifica degli album curata da Tastemaker. Inoltre si è piazzato alla novantesima posizione della Billboard 200. Dall'album non sono stati tratti singoli; sono però stati realizzati videoclip per le canzoni Marrow e Actor Out of Work. Un video promozionale di Laughing with a Mouth of Blood è stato registrato per la serie TV Portlandia e ha visto la partecipazione di Fred Armisen e Carrie Brownstein.

### Strange Mercy(2011)

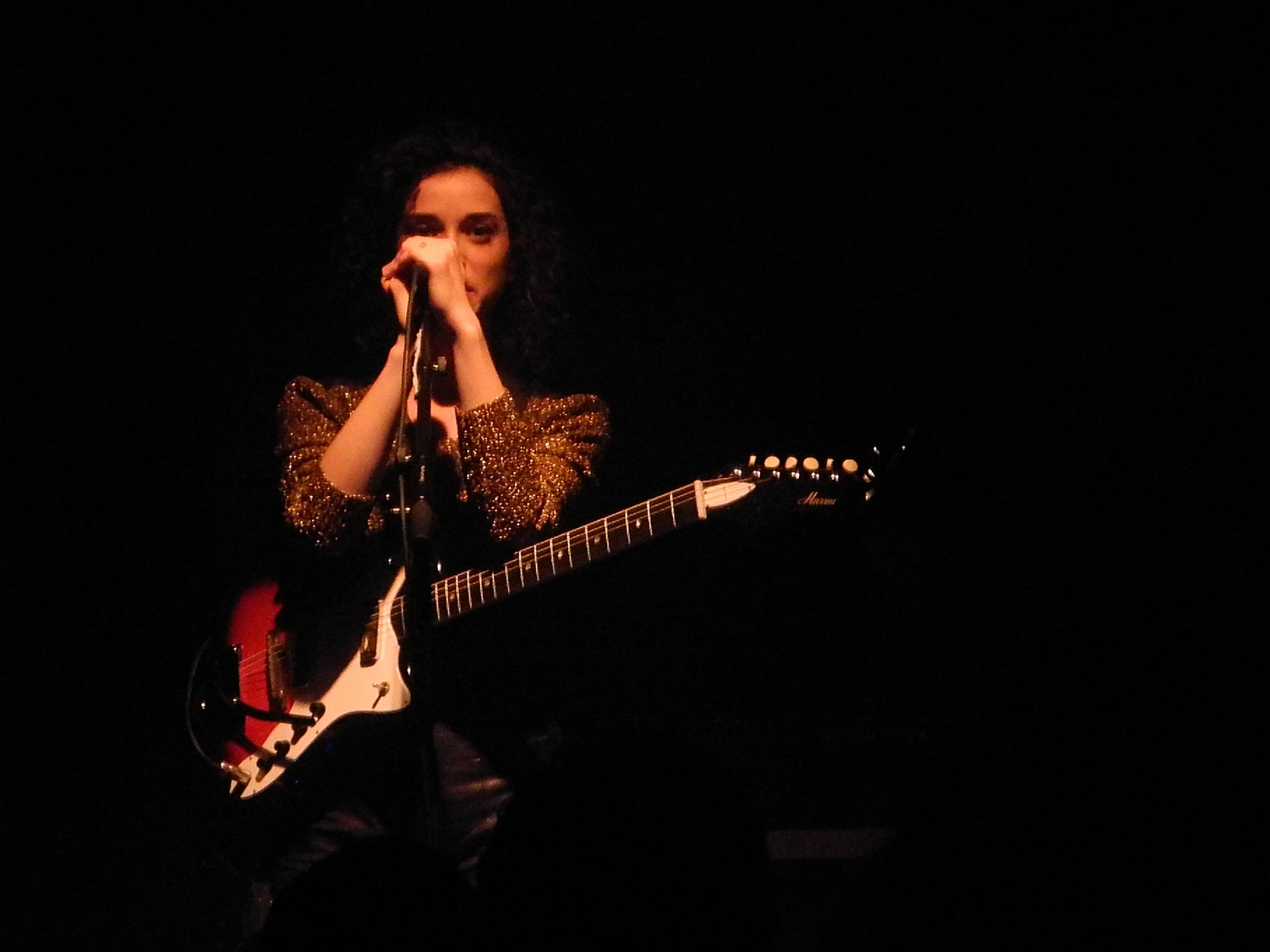
St. Vincent in concerto a Dublino nel novembre 2011

Il 12 gennaio 2011 Clark ha rivelato sul suo account Twitter di essere al lavoro sul suo terzo album, Strange Mercy. Agli inizi di marzo, il produttore John Congleton, che aveva già lavorato insieme a Annie per Actor, ha dichiarato che il nuovo album era già a circa un terzo della sua realizzazione. Il 4 luglio 2011 Clark annuncia via Twitter che avrebbe pubblicato una traccia del nuovo album se un numero sufficiente di follower avesse twittato l'hashtag "#strangemercy"; l'esperimento riuscì e così, il 22 luglio, Clark rese disponibile Surgeon sia per il download sia per lo streaming sul suo sito ufficiale.
Nell'agosto 2011 la rivista Spin le dedicò la copertina. Il 24 agosto 2011 venne pubblicato il video di Cruel e il 5 settembre l'album intero venne reso disponibile in streaming su NPR Music. Strange Mercy viene quindi pubblicato il 13 settembre seguente.
Strange Mercy è stato largamente acclamato dalle critiche musicali; ha ottenuto una di 8.1/10 su AnyDecentMusic?. L'album è divenuto anche il maggiore successo di St. Vincent, raggiungendo la 19ª posizione di Billboard 200 negli Stati Uniti. Commentando l'album Annie Clark ha dichiarato: "Non credo di non potere fare un disco migliore, ma credo sia un buon album". Clark ha successivamente intrapreso un tour negli Stati Uniti e in Europa per promuovere l'album; nel mese di febbraio 2012, ha suonato anche nelle città di Roma, Bologna e Milano.

### Collaborazione con David Byrne (2012)
Nel 2012 collabora con Andrew Bird nel suo album solista Break It Yourself cantando in Lusitania. Il 14 giugno 2012 viene pubblicato Who, singolo realizzato in collaborazione con David Byrne (ex Talking Heads) e primo estratto dall'album Love This Giant, che viene pubblicato l'11 settembre seguente.
Sempre nel 2012 partecipa alla campagna 30 Songs/30 Days dedicato alle donne e ispirato a un libro di Nicholas Kristof e Sheryl WuDunn. La cantautrice appare anche nella colonna sonora del film The Twilight Saga: Breaking Dawn - Parte 2 con The Antidote.
Nel maggio 2013 pubblica con David Byrne l'EP Brass Tactics, che include registrazioni tracce non inserite in Love This Giant, registrazioni live e remix.

### St. Vincent(2013-2015)
Il 18 novembre 2013 l'artista ha annunciato un tour europeo per il 2014. Il giorno seguente la Republic Records annuncia che Annie Clark ha firmato per la label. Il quarto album discografico (quinto in assoluto), il "self-titled" St. Vincent, verrà pubblicato il 25 febbraio 2014. Il 9 dicembre 2013 viene pubblicato il primo singolo, Birth in Reverse. Il 6 gennaio 2014 esce invece il brano Digital Witness.
Nella notte del 10 aprile 2014, quando i Nirvana vengono inseriti nella Rock and Roll Hall of Fame, si esibisce sul palco in una versione di Lithium.
Nel dicembre seguente affronta un mini-tour statunitense con i The Black Keys. Collabora in diverse tracce dell'album To Be Kind degli Swans (2014). Nel 2015 appare nell'album Born in the Echoes dei The Chemical Brothers.
Nell'ambito dei Grammy Awards 2015 ottiene il premio nella categoria "Best Alternative Music Album".
Nel febbraio del 2015 pubblica un'edizione deluxe di St. Vincent nel Regno Unito e solo in digitale per gli Stati Uniti. Essa contiene l'inedito Bad Believer, il brano Del Rio (B-side del singolo Digital Witness e traccia bonus per il mercato giapponese di St. Vincent), un remix inedito Digital Witness (DARKSIDE Remix) e i brani Pietà e Sparrow, che erano presenti in un 10" diffuso in edizione limitata per il Record Store Day nel 2014.

### Masseduction(2017-oggi)
Il 22 aprile 2017 è ambasciatrice del Record Store Day.

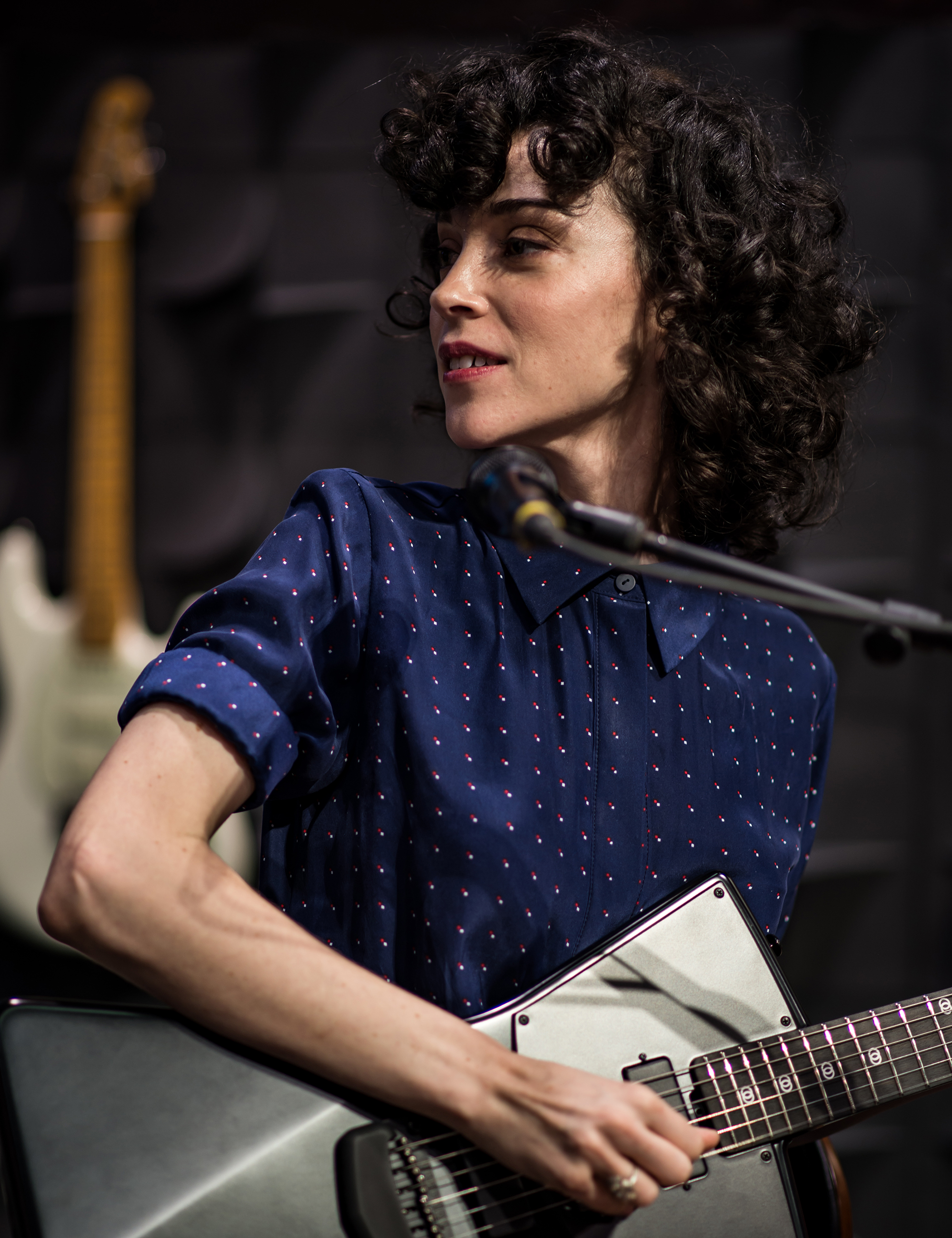
St. Vincent nel 2017.

Nel giugno 2017 l'artista pubblica il singolo New York, pubblicato per anticipare il suo quinto album in studio, Masseduction, che esce nell'ottobre seguente. Il disco, coprodotto da Jack Antonoff e registrato principalmente presso gli Electric Lady Studios di Manhattan, vede la partecipazione di Kamasi Washington, Jenny Lewis, Greg Leisz, Mike Elizondo, Tuck & Patti e altri artisti.
L'album debutta alla sesta posizione della classifica di vendita britannica e alla posizione numero 10 di quella statunitense.
Sempre nel 2017 debutta nel ruolo di regista per un segmento del film collettivo di genere horror XX. Verso la fine del 2017 intraprende il Fear The Future Tour.

## Vita privata
In un'intervista concessa a Rolling Stone, quando le è stato chiesto se si identificasse come omosessuale o eterosessuale, ha risposto: «Io non penso a queste parole. Credo nella fluidità di genere e sessuale. Non mi identifico davvero con niente. Penso che ci si possa innamorare di chiunque.». Nel 2015 ha annunciato il fidanzamento con la ex modella e attrice Cara Delevingne, conclusosi a metà 2016. Durante il suo discorso d'accettazione ai Grammy 2025 ha rivelato di essere sposata con una donna di nome Leah e di avere una figlia.

## Stile musicale
Lo stile musicale di St. Vincent è noto per l'uso di un'ampia varietà di strumenti e arrangiamenti, oltre che per i testi polisemici; tutto questo è stato descritto come un mix capace di oscillare tra "felicità e follia". A tal proposito, Annie Clark ha dichiarato: "Mi piace quando le cose vengono fuori dal nulla e ti accecano un po'. Penso che chiunque abbia mai avuto attacchi di panico o attacchi d'ansia possa capire come le cose possono trasformarsi all'improvviso. E io credo di riuscire a sublimare tutto questo nella musica."
Oltre alla chitarra Clark suona anche il basso, il pianoforte e l'organo. La sua musica, inoltre, vede spesso l'uso di violini, violoncelli, flauti, ottoni, clarinetti e altri strumenti.
Il suo stile musicale poco ortodosso viene spesso inquadrato dalla critica come un misto di chamber rock, pop, indie rock, e cabaret jazz.

## Live band
- Jason Falkner – chitarra, voce (2021–presente)
- Mark Guiliana – batteria (2021–presente)
- Rachel Eckroth – tastiere, voce (2021–presente)
- Charlotte Kemp Muhl – basso, voce (2024–presente)

Membri passati
- Justin Meldal-Johnsen – basso, tastiere, voce (2021–2022)
- Stevvi Alexander – voce (2021–2022)
- Nayanna Holley – voce (2021–2022)
- Danielle Withers – voce (2021–2022)
- Toko Yasuda – chitarra, basso, tastiere, voce (2011–2012, 2014–2015, 2018–2019)
- Daniel Mintseris – tastiere (2011–2015, 2018–2019)
- Matt Johnson – batteria (2011–2012, 2014–2015, 2018–2019)
- Daniel Hart – violin, guitar, vocals (2007–2010)
- William Flynn – basso, clarinetto, voce (2007–2010)
- Anthony LaMarca – batteria (2009–2010)
- Evan Smith – sassofono, clarinetto, flauto, tastiere, voce (2009–2010)

## Discografia

### Album in studio
- 2007 – Marry Me
- 2009 – Actor
- 2011 – Strange Mercy
- 2012 – Love This Giant (con David Byrne)
- 2014 – St. Vincent
- 2017 – Masseduction
- 2021 – Daddy's Home
- 2024 – All Born Screaming

## Filmografia

### Regista
- XX - Donne da morire (2017)